# Niuafoʻou
Niuafoʻou (deutsch Niuafoou) oder Tin Can Island, alter Name: Proby’s Island (Edward Edwards), ist eine zum Königreich Tonga gehörende Vulkaninsel im südlichen Pazifik, die geographisch zur Niua-Gruppe gezählt wird. Der Archipel wurde am 11. Mai 1616 von Willem Cornelisz Schouten für Europa entdeckt. 

## Name
Der Name „Tin Can Island“ (Blechbüchseninsel) hat seinen Ursprung darin, dass eine sichere Landung mit Booten an der felsigen Küste kaum möglich ist. Ab dem Ende des 19. Jahrhunderts wurde deshalb Post in Blechdosen eingelötet und von Schwimmern vorbeifahrenden Schiffen zum Weitertransport übergeben oder von dort übernommen. Das war wegen der in den Gewässern vorkommenden Haie und der starken Brandung sehr gefährlich, blieb aber – mit Unterbrechungen – so bis zur Eröffnung des Flugplatzes 1983. Ab den 1920er Jahren wurden die zugestellten Briefe mit einem Sonderstempel „Tin Can Mail“ versehen, was sie zu begehrten Sammelobjekten macht.

## Geographie

### Geologie
Niuafoʻou besteht aus einem einzigen Schildvulkan, der bis zu 260 Meter aus dem Meer aufragt und nicht von einem Korallenriff umgeben ist.
In der Caldera in der Inselmitte liegt der ausgedehnte Kratersee Vai Lahi („Großer See“). Er hat einen Durchmesser von 4,5 Kilometern und nimmt mit 13,6 km² fast ein Drittel der gesamten Inselfläche von 50,27 km² ein. Eine deutsch-polnische Expedition führte 1998 unter anderem eine genaue Vermessung und eine chemische Analyse des Wassers durch. Nach den Echolotmessungen ist der Vai Lahi bis zu 121 m tief und enthält, je nach Wasserstand, rund 0,98 km³ Wasser, was eine Durchschnittstiefe von 72 Metern ergibt.:120
Aus dem See erheben sich vier dicht mit tropischer Vegetation bedeckte Inseln: Motu Lahi, Motu Siʻi, Motu Molemole und die nur bei niedrigem Wasserstand sichtbare Motu Aʻali. Motu Molemole hat einen eigenen kleinen Kratersee. In derselben Caldera, vom Vai Lahi nur durch eine schmale Landbrücke getrennt, liegt der wesentlich kleinere und bis zu 31 m tiefe See Vai Siʻi mit einer Oberfläche von 0,81 km². Die Kraterseen haben keine Verbindung zum Meer, keinen Abfluss und werden nur von Regenwasser gespeist. Das führt dazu, dass sich das Wasser stetig mit gelösten Inhaltsstoffen aus dem verwitterten Vulkangestein anreichert. Das Seewasser ist nur leicht salzig, aber hoch alkalisch und eignet sich daher nicht zur Trinkwasserversorgung. In beiden Seen gibt es hydrothermale Quellen.
Der Vulkan war in historischer Zeit häufig aktiv. Größere Eruptionen sind aus den Jahren 1853 (zerstörte das Dorf ʻĀhau), 1929 (zerstörte das Dorf Futu), 1943 und 1946 bekannt. Nach dem Vulkanausbruch vom 9. September 1946 ließ die Verwaltung des Königreichs Tonga sämtliche Einwohner nach ʻEua evakuieren. In einigen Fällen geschah das gegen den Willen der Betroffenen. Sie gründeten auf bislang unkultiviertem Land im Süden der Insel Siedlungen, die die Namen ihrer verlassenen Heimatdörfer erhielten. Erst 1958 kehrten einige Auswanderer nach Niuafoʻou zurück. Die Vulkanausbrüche, deren letzter 1985 stattfand, haben das Landschaftsbild geprägt. Im Westen und Süden befinden sich ausgedehnte, teils wüste Lavafelder, die bei den jüngsten Eruptionen entstanden sind. Ansonsten ist die Insel dicht mit tropischem Grün und fruchtbaren Anbauflächen bedeckt.

### Entstehungslegende
Für die Entstehung des Kratersees ist nach einer Legende der Einwohner ein Dämon von Samoa verantwortlich. Er stahl nachts die Bergspitze von Niuafoʻou, an dieser Stelle blieb der tiefe Krater zurück. Der Haifischgott Seketoa der Nachbarinsel Niuatoputapu bemerkte das und sandte die „Matapules“, seine Gehilfen, aus, um den Dämon zu verfolgen. Die Gehilfen krähten laut wie die Hähne, sodass der Dämon glaubte, es sei bereits Morgen und er habe seine Macht verloren. Er ließ den Berg ins Meer fallen und daraus bildete sich die Insel Tafahi.

### Flora und Fauna
Die Insel ist, die ariden Lavafelder und die Anbauflächen in der Umgebung der Dörfer ausgenommen, dicht mit tropischem Wald- und Buschland bedeckt, das noch weitgehend naturbelassen ist.
Die größeren Bäume in Küstennähe sind überwiegend Casuarina equisetifolia, durchsetzt mit Kokospalmen. Die Wälder weiter im Landesinnern setzen sich hauptsächlich zusammen aus Glochidion ramiflorum, Elaeocarpus tonganus, dem zur Familie der Sumachgewächse (Anacardiaceae) gehörenden Rhus tahitensis und verschiedenen Ficus-Arten. Der Vor- und Unterwuchs besteht aus Premna tahitensis, Morinda citrifolia, Scaevola taccada und Pipturus argenteus aus der Familie der Brennnesselgewächse (Urticaceae). Die feuchten Spalten sind dicht mit Farnen bedeckt, vorwiegend Davalliaceae und Pflanzen der Gattung Nephrolepis sp. Pilotpflanzen auf den ariden Lavafeldern sind die Gräser Digitaria pruriens und Eragrostis amabilis.
Im Krater brütet das auf Niuafoʻou endemische Pritchardhuhn (Megapodius pritchardii), das stark gefährdet ist. Der deutsche Biologe Dieter Rinke hat einige Brutpaare auf Fonualei angesiedelt, einer ebenfalls zum Königreich Tonga gehörenden unbewohnten Insel. Dort haben sie sich inzwischen vermehrt.

### Klima
Das Klima ist tropisch schwül mit meist ergiebigen, jedoch nur kurz andauernden Regenfällen. Die durchschnittliche Jahresregenmenge beträgt 2180 mm, die regenreichsten Monate sind Januar bis März. Ausgeprägte Jahreszeiten gibt es nicht. Die Temperatur ist relativ gleich bleibend, fällt nicht unter 20 °C und beträgt selten mehr als 30 °C. Niuafoʻou befindet sich in der Zugbahn südpazifischer Zyklone. 1998 zog der Zyklon „Ron“ über die Insel und richtete erhebliche Schäden an, 74 Häuser wurden zerstört. Schwere Zerstörungen verursachte auch der Zyklon „Waka“ am 30. Dezember 2001.

## Verwaltung
Die Insel bildet innerhalb der Division Ongo Niua den gleichnamigen Verwaltungsdistrikt Niuafoʻou mit acht bewohnten Dörfern, die alle im Norden und im Osten der Insel liegen.
| Dorf        | Einwohner 2006 | Einwohner 2016 | Einwohner 2021 | Koordinaten                   |
| ----------- | -------------- | -------------- | -------------- | ----------------------------- |
| ʻEsia       | 170            | 127            | 102            | 15° 34′ 27″ S, 175° 38′ 19″ W |
| Kolofoʻou   | 113            | 43             | 50             | 15° 34′ 24″ S, 175° 38′ 7″ W  |
| ʻAngahā     | -              | -              | -              | 15° 34′ 27″ S, 175° 37′ 53″ W |
| Sapaʻata    | 120            | 145            | 112            | 15° 34′ 28″ S, 175° 37′ 41″ W |
| Fataʻulua   | 48             | 64             | 43             | 15° 34′ 45″ S, 175° 37′ 16″ W |
| Mataʻaho    | 34             | 16             | 19             | 15° 35′ 2″ S, 175° 36′ 57″ W  |
| Muʻa        | 33             | 15             | 9              | 15° 36′ 12″ S, 175° 36′ 31″ W |
| Tongamamaʻo | 43             | 15             | 21             | 15° 37′ 17″ S, 175° 36′ 44″ W |
| Petani      | 85             | 68             | 74             | 15° 37′ 26″ S, 175° 37′ 3″ W  |
| Futu        | -              | -              | -              | 15° 35′ 32″ S, 175° 40′ 25″ W |
| Niuafoʻou   | 646            | 493            | 430            | 15° 36′ 12″ S, 175° 38′ 13″ W |

ʻAngahā im Norden ist im Zeitraum 9. bis 17. September 1946 untergegangen, was die vorübergehende Evakuierung der Insel zur Folge hatte. Futu an der Westküste ist bei einem Vulkanausbruch am 25. Juni 1929 untergegangen. ʻĀhau im Südwesten wurde bereits 1853 zerstört.

## Bevölkerung
Nach der Volkszählung von 2021 hat die Insel insgesamt 430 Einwohner. Bei der Zählung von 1996 waren es noch 735.
Die Insulaner sind überwiegend Selbstversorger. Hauptnahrungsmittel sind Yams, Taro, Brotfrucht, Schweinefleisch, Hühner und Fische sowie alle Arten von tropischen Früchten. In geringem Umfang wird Kopra für den Export produziert und je nach Bedarf von einem Lagerhaus in Futu aus verschifft.

## Infrastruktur
Die Insel ist durch eine Ringstraße erschlossen, die die Dörfer untereinander verbindet, es gibt jedoch nur wenige Autos. Das Hauptverkehrsmittel sind Pferde.
Die Insel hat keinen Hafen, lediglich eine Betonrampe als Verladestelle für kleine Boote in der Nähe des bei einem Vulkanausbruch verschütteten ehemaligen Dorfes Futu an der Westküste.
Das kleine Flugfeld „Lavinia Airport“ (IATA-Code: NFO) mit seiner 1060 m langen Landebahn befindet sich im Norden der Insel unweit des Hauptortes Esia und wird zurzeit einmal alle drei Wochen mit kleinen Propellermaschinen von Tongatapu aus, mit einer Zwischenlandung auf Vavaʻu, angeflogen.

## Wirtschaft
Der Tourismus ist nur spärlich entwickelt; eine touristische Infrastruktur mit Restaurants und Hotels gibt es nicht, nur zwei oder drei bescheiden ausgestattete Privatunterkünfte (Guesthouses). Niuafoʻou hat keinen Badestrand, lediglich einige, nur wenige Quadratmeter große Ansammlungen von schwarzem, vulkanischem Sand.
Obwohl zum Königreich Tonga gehörend, besitzt die Insel seit 1983 die eigene Posthoheit und kann eigene Briefmarken herausgeben, die weltweit vor allem an Sammler verkauft werden.